# Le Thomisme
Pour l’article homonyme, voir Thomisme.
Le Thomisme. Introduction à la philosophie de saint Thomas d'Aquin est un ouvrage de philosophie thomiste écrit par le philosophe Étienne Gilson, publié par les éditions Vrin en 1919, à partir d'un cours de 1913 sur Thomas d'Aquin. Il a connu une postérité considérable dans le milieu de l'histoire de la philosophie. Il a été édité six fois, la dernière fois en 1965 (revue en 1986 puis 2000).

## Histoire du livre
Le Thomisme a connu six éditions, la dernière en date datant de 1965 (revue en 1986 puis 2000), qui ont considérablement changé en introduisant les recherches sur saint Thomas d'Aquin.

## Projet
Étienne Gilson présente son ouvrage comme un livre d'histoire de la philosophie consacré à la doctrine philosophique de Thomas d'Aquin. Il tente de la présenter comme une « doctrine vivante », et essaye de montrer l'importance du fait que Thomas d'Aquin est d'abord théologien avant d'être philosophe.
L'ouvrage se présente en trois parties : Dieu, la nature et la morale.